# رموت منشيه
رموت منشيه (بالعبرية: רָמוֹת מְנַשֶּׁה)، وتعني مرتفعات منشيه، هو كيبوتس إسرائيلي يقع في شمال أرض فلسطين التاريخية بين جبل الكرمل ومرج بن عامر (الذي يطلق عليه اليهود اسم «وادي يزراعئيل»). أنشئ على أيدي مهاجرين يهود من بولندا والنمسا على أنقاض قرية صبارين الفلسطينية بعد تدميرها سنة 1948. بلغ عدد سكان المستوطنة 468 نسمة سنة 2006.

## وصلات خارجية
الموقع الرسمي للمستوطنة نسخة محفوظة 2 فبراير 2011 على موقع واي باك مشين.